# モルデハイ・シュピーグラー
モルデハイ・シュピーグラー（ヘブライ語: מרדכי שפיגלר、Mordechai Spiegler、1944年8月19日 - ）は、ソビエト連邦出身のイスラエル人サッカー選手である。
イスラエル代表として歴代最多の32ゴールを挙げた。2003年のUEFAジュビリーアウォーズでは、イスラエルサッカー協会により同国の過去50年最高の選手に選ばれた。

## 経歴
ロシアに生まれ、5歳でイスラエルのネタニヤへと移る。地元クラブのマッカビ・ネタニヤFCで得点王に3回、マアリブ紙による年間最優秀選手に4回輝き、1970-71シーズンにリーグ初優勝へと導いた。
その後は国外移籍してフランスのパリFCとパリ・サンジェルマンFC、NASLのニューヨーク・コスモスに所属した。コスモスではペレとチームメイトだった。
イスラエル代表としての国際Aマッチ初戦は1964年1月2日の香港戦。1977年に代表を去るまでに83試合に出場して同代表歴代最多の32ゴールを記録した（イスラエルサッカー協会による記録。FIFA認定によれば62試合25ゴール）。
1968年のメキシコシティ夏季オリンピックでシュピーグラーはキャプテンを務め、3ゴールをマークした。イスラエルは準々決勝に進んだが、ブルガリアと引き分け、抽選によって敗れた。
1970年FIFAワールドカップ・メキシコ大会アジア・オセアニア地区予選プレイオフの対オーストラリア戦では第1戦・第2戦ともに1ゴールずつを挙げ、イスラエルはワールドカップ初出場を決めた。本大会ではスウェーデン戦でイスラエルにとって同大会唯一のゴールを挙げて、1-1の引き分けとしている。
監督としても、マッカビ・ネタニヤを1982-83シーズンのリーグ優勝に導いた。

## 選手経歴
- 1965-1971  マッカビ・ネタニヤFC
- 1972-1973  パリFC
- 1973-1974  パリ・サンジェルマンFC
- 1974-1977  ニューヨーク・コスモス

## 指導経歴
- 1979　　　　 マッカビ・ハイファFC
- 1979-1980  ハポエル・ハイファFC
- 1980-1982  ベイタル・テルアビブFC
- 1982-1984  マッカビ・ネタニヤFC